# Can-Am (autosport)

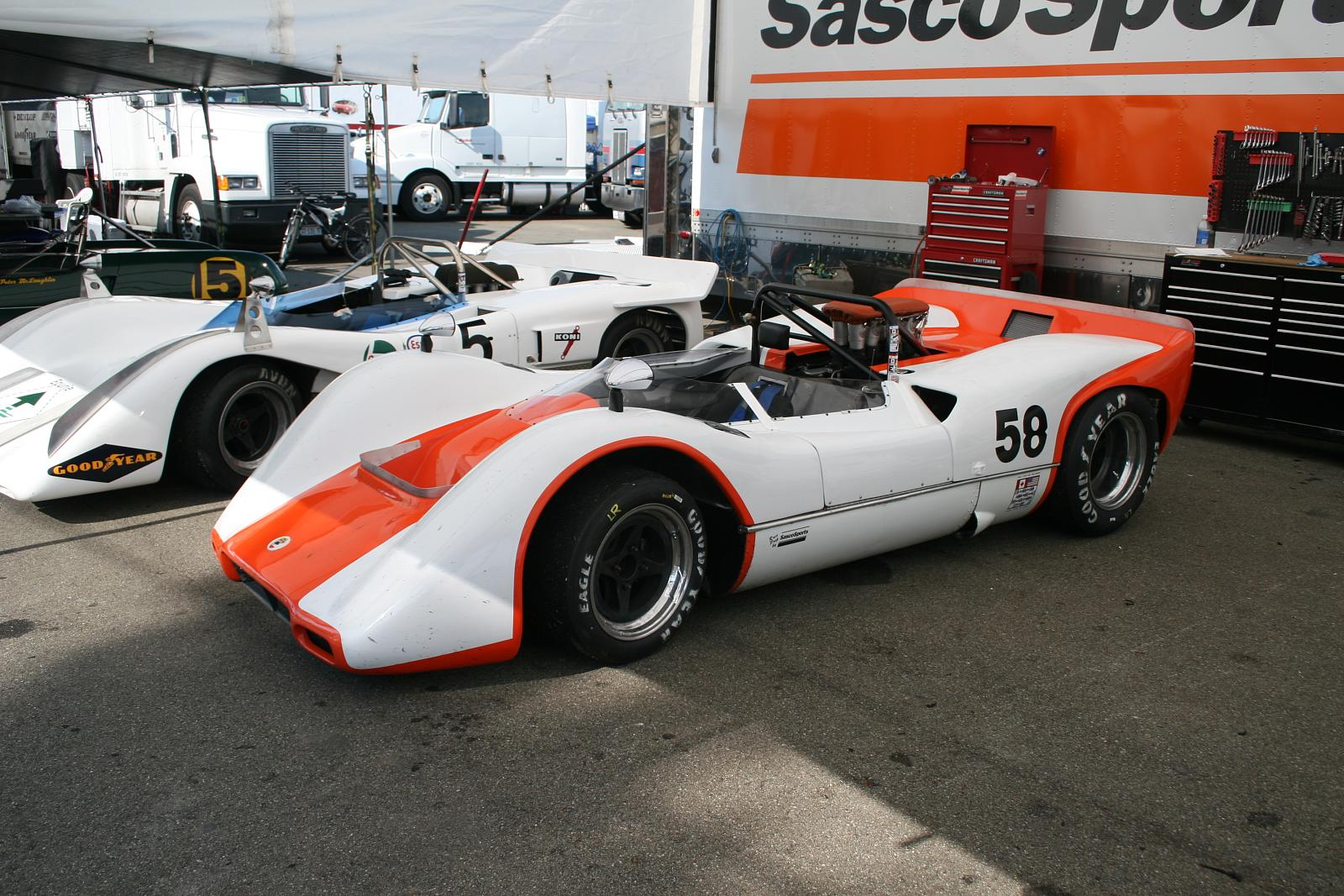
Voorbeeld van modellen McLaren M6 (winnaar in 1967) en M8 (achteraan, winnaar 1968-69-70-71)

De Canadian-American Challenge Cup of Can-Am was een sportwagenkampioenschap dat oorspronkelijke tussen 1966 en 1974 gehouden werd. Het kreeg een vervolg in gewijzigde versie tussen 1977 en 1986.
Er werden maar weinig beperkingen opgelegd waaraan de wagens moesten voldoen. De wagens moesten een tweezitter zijn en de wielen moesten afgeschermd zijn door het bodywork. De veiligheidsmaatregelen waren minimaal, er werden geen beperkingen opgelegd aan de motorinhoud of aerodynamica. Er werden motoren gebruikt die meer dan 1000 pk leverden in de race en tijdens de kwalificatie een vermogen tot 1500 pk konden halen. 
De series werden in de beginperiode gedomineerd door de McLarens en de Lola's. Vanaf 1970 kwam Porsche met zijn 917 model, een wagen met twaalfcilindermotor en dubbele turbocharger. Ze wonnen in 1972 en 1973. Door onder meer de oliecrisis van 1973 hield het kampioenschap aan het eind van 1974 op te bestaan.
In 1977 kwam er een herziene Can-Am-serie, met een reglementering op basis van de dan recent geannuleerde Formule A/5000-serie. Er werd een heel scala van racewagens gebruikt.
In 1979 won de Belg Jacky Ickx het kampioenschap. Hij won met zijn Lola van het Carl Haas team vijf van de tien races. Na het kampioenschap van 1986 kwam het ook voor de herziene versie van dit kampioenschap een einde.

## Winnaars
| Jaar                  | Rijder                 | Auto                  |
| --------------------- | ---------------------- | --------------------- |
| 1966                  | John Surtees           | Lola - Chevrolet      |
| 1967                  | Bruce McLaren          | McLaren - Chevrolet   |
| 1968                  | Denny Hulme            | McLaren M8A-Chevrolet |
| 1969                  | Bruce McLaren          | McLaren - Chevrolet   |
| 1970                  | Denny Hulme            | McLaren - Chevrolet   |
| 1971                  | Peter Revson           | McLaren - Chevrolet   |
| 1972                  | George Follmer         | Porsche 917           |
| 1973                  | Mark Donohue           | Porsche 917           |
| 1974                  | Jackie Oliver          | Shadow - Chevrolet    |
| Herziene Can-Am serie |                        |                       |
| 1977                  | Patrick Tambay         | Lola - Chevrolet      |
| 1978                  | Alan Jones             | Lola - Chevrolet      |
| 1979                  | Jacky Ickx             | Lola - Chevrolet      |
| 1980                  | Patrick Tambay         | Lola - Chevrolet      |
| 1981                  | Geoff Brabham          | Lola - Chevrolet      |
| 1982                  | Al Unser Jr.           | Frissbee - Chevrolet  |
| 1983                  | Jacques Villeneuve Sr. | Frissbee - Chevrolet  |
| 1984                  | Michael Roe            | VDS - Chevrolet       |
| 1985                  | Rick Miaskiewicz       | Frissbee - Chevrolet  |
| 1986                  | Horst Kroll            | Frissbee - Chevrolet  |